# Holbach (Lachambre)
Pour les articles homonymes, voir Holbach.
Holbach est une ancienne commune française du département de la Moselle, elle est rattachée à celle de Lachambre depuis 1811.

## Toponymie
- Anciennes mentions : Holburch (1263), Holbouch (1287), Halbach (xviie siècle), Haulbach et Halback (1756), Holbach-lès-Saint-Avold et Holbach-lez-Saint-Avold (XIXe siècle)[1].
- Holboch en francique lorrain.

## Histoire
Cette localité relevait de la châtellenie de Hinguesange et était annexe de la paroisse de Petit-Ebersviller, elle a également dépendu du bailliage de Vic sous la coutume de Lorraine.
Holbach a été réuni à Lachambre par décret du 6 mai 1811.

## Démographie
| 1793 | 1800 | 1806 |
| ---- | ---- | ---- |
| 398  | 171  | 171  |

## Édifice religieux
La chapelle dédiée à Notre-Dame de la Merci (Notre-Dame-du-Rachat-des-Prisonniers), fut (re)construite vers 1751, détruite et reconstruite en 1890 ; elle fut démolie à la suite de la guerre de 1940-1941. L'actuelle chapelle a été rebâtie en 1963 sur les plans de l'architecte Haumaret de Forbach.

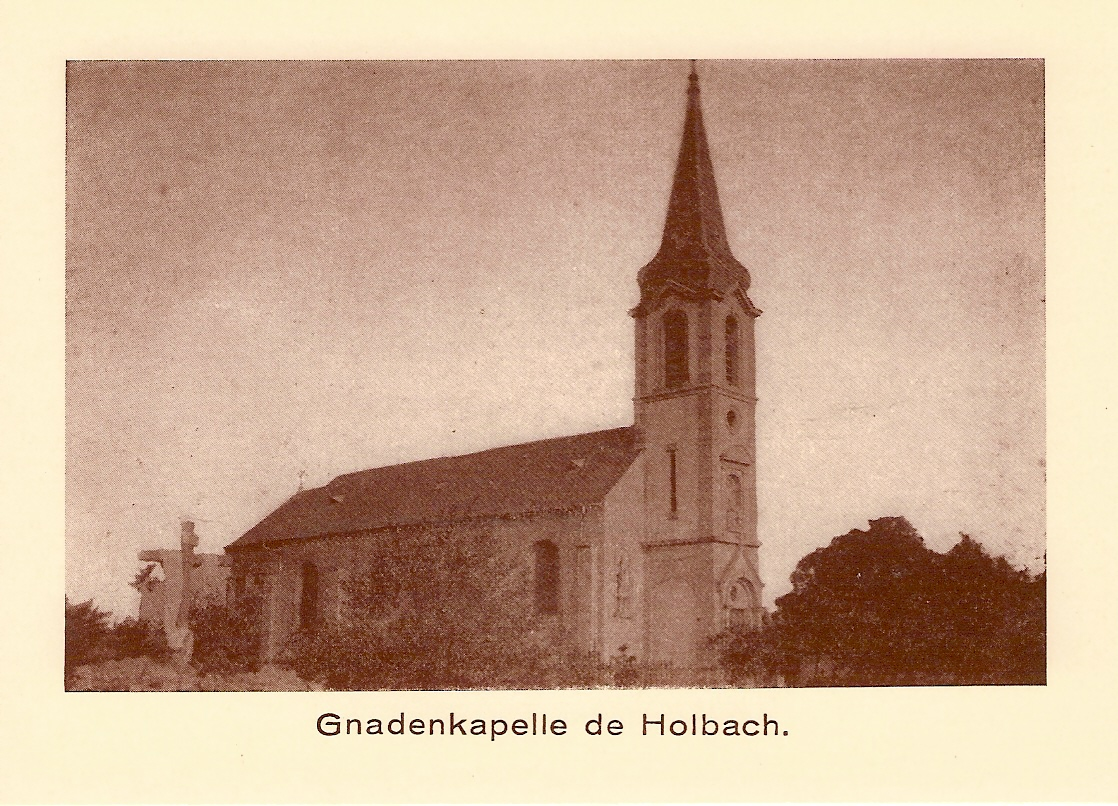
L'ancienne chapelle, détruite en 1940-41.